# 최로
최로(崔老, ?~1453)는 조선의 문관이다. 단종의 충신으로 인정되어 장릉 충신배식단에 배향되었다. 선조대의 명문장가 간이당 최립의 5대조이다.

## 생애
아버지는 돈녕교위 대생이고 개성에서 출생하였다. 증조는 여말선초의 명장이자 참판승추부사(병조판서)를 지낸 양장공 최운해이고, 조부는 운해의 차자로 풍저창부사, 사헌부감찰, 의주판관을 지낸 최윤복이다. 종조는 세종대에 병조판서와 우의정, 좌의정을 지낸 정렬공 최윤덕, 동복동생인 함흥소윤, 사헌부집의 등을 지낸 최윤온, 진사 최윤복이다.
5대손 최립의 문집인 <<간이집>>에 단종 때 글씨를 잘써 명필이라 하였고, 절충상호군의 녹식을 받았다고 기록하였다.
단종 1년 계유정난이 일어나자 사건에 연루되어 변군의 관노가 되었다가, 이후 교수형에 처해져 졸하였다. 사후 20여년이 지난 성종 7년에 계유정란과 사육신사건에 연루되어 죽은 이들과 같이 사면되었다. 정조 15년에는 종백(숙)부 최영손, 누이 내은덕과 함께 단종 장릉 충신배식단에 배향되었다.
통천최씨가 조선초에 국가의 기틀을 연 명문거족 이었음에도 그의 5대손인 최립이 가문이 한미다하는 말을 듣게 되었는데, 5대조 최로가 계유정난에 연루되어 교형에 처해지고, 당시 교형에 처해진 자의 가족이 관노로 먼 지방에 유리안치 되는 조치로 인해 이러한 말을 듣게 되었다.

## 가계
간이집에 따르면 손자인 직강공 최영부자와 4대손(고손) 최자양은 과거장에서 명필이라는 소리를 들었다고 하였다. 증손인 최세영은 중국어에 능통하여 명종조에 통사로 활약하였다. 5대손(현손) 간이당 최립은 선조조의 명 문장가이며, 외교문서 작성의 일인자였다. 간이당 최립의 종제이자 5대손인 최율은 임진왜란에 만호를 거쳐 전라도 우수사를 역임하였다. 최립의 아들인 최동망은 호조와 형조의 정랑과 군수를 지냈다.
간이당 최립이 간이집에 기록한 석봉 한호의 서첩서문에는 석봉 한호가 손자인 직강공 최영의 외손이라 기록하였다.
- 아들 : 최유지(有池)
  - 손자 : 최상(湘)
    - 증손 : 최세영(世瀛)
      - 고손 : 최자양(自陽)
        - 현손 : 최립(立)

  - 손자 : 최영(泳)
    - 증손 : 최담(湛)
    - 증손 : 딸(석봉 한호의 어머니)(간이당 최립의 문집인 간이집에 기록)

## 같이 보기
- 계유정난
- 최운해(증조부)
- 간이당 최립
- 석봉 한호
- 최윤덕